# Delias benasu
Delias benasu is een vlindersoort uit de familie van de Pieridae (witjes), onderfamilie Pierinae.
Delias benasu werd in 1913 beschreven door Martin, L.